# Aérosolisation
L'aérosolisation est le processus ou l'acte de conversion d'une substance physique sous forme de particules suffisamment petites et légères pour être transportées dans l'air, c'est-à-dire en aérosol.
L'aérosolisation peut désigner un processus de conversion et de mise en suspension par oxydation intentionnelle de particules ou d'une composition dans un courant d'air en mouvement dans le but de délivrer les particules ou la composition oxydées à un emplacement particulier.

## Dans le domaine médical
En médecine, médecine vétérinaire et en épidémiologie, l'aérosolisation désigne :
- un moyen de délivrance de médicaments contre certaines maladies respiratoires, reposant généralement sur la nébulisation (ou l'aérosolisation) d'un médicament liquide (ou poudreux), le plus souvent à l'aide d'un nébuliseur. La substance active du médicament est alors inhalée pour un transport direct et immédiat vers les parties profondes des poumons, ce qui est particulièrement utile dans le cas de l'asthme. Des projets concernent l'inhalation thérapeutique de nanocapsules lipidiques (NCL) (sans solvant) de molécules liposolubles comme le taxol (anticancéreux). ces nanoparticules de moins de 150 nanomètres (nm) de diamètres, une fois inhalées peut être passivement concentré dans les tumeurs pulmonaires par effet « Enhanced Permeability and Retention » (avec inhibition de la glycoprotéine-P, impliquée dans un mécanisme de résistance au paclitaxel dans le cas du cancer du poumon).
- la production de particules en suspension dans l'air (par exemple de micro ou nano-gouttelettes de liquide ou de poudre) contenant un matériel allergène, infectieux (virus, bactéries), toxique ou des médicaments. 
Un organisme ou virus aérosolisé (c'est-à-dire dispersé sous forme d'aérosol par exemple par des postillons, la toux ou un éternument, ou encore un système de ventilation ou l'air ambiant) [3],[4] expire[5], ou des vomissements[6], ou encore par la chasse d'eau des toilettes[7], ou de la perturbation de selles contaminées séchées[8] peut rester plus ou moins longtemps infectieux dans l'air.

L'aérosolisation est un paramètre critique en épidémiologie, par exemple pour les coronavirus, les virus grippaux, la peste pneumonique et quelques autres en raison de la létalité parfois élevée de ces maladies et du vecteur de maladies de transmission interhumaine. Limiter l'aérosolisation de ces particules ou les filtrer est une des clés de la lutte contre la transmission, conseillée au moins depuis juillet 2020.

En France, lors de la pandémie de Covid-19, un avis du HCSP a rappelé « qu'une hygrométrie trop basse favorise la formation d'aérosols », car a contrario « l'humidité de l'air limite la déshydratation des grosses gouttelettes ce qui a pour effet de maintenir leur sédimentation ».

## Armes chimiques et biologiques
Dans le contexte des armes chimiques et biologiques, l'aérosolisation est un moyen de disperser un agent chimique ou biologique lors d'une attaque. Voir par exemple « Toxine botulique en tant arme biologique ».

## Qualité de l'air; aérosolisation et empoussièrement
L'empoussièrement aérien est défini comme la tendance d'un matériau en poudre fine à générer des particules en suspension dans l'air sous un apport d'énergie externe donné. Cette propriété des matériaux poudreux est étroitement liée aux procédés d'aérosolisation des poudres. C'est un paramètre à prendre en compte dans l'évaluation du niveau d'exposition humaine, de qualité de l'air intérieur (et extérieur, parfois) et des risques sanitaires associés, sur les lieux de travail notamment. Des simulations en laboratoire permettent de tester le comportement d'aérosolisation et d'empoussièrement des poudres y compris nanoparticulaires, afin de prédire les propriétés des aérosols rencontrés dans des situations réelles.